# 露易丝·德·拉瓦利埃尔
露易丝·德·拉瓦利埃尔或路易丝·德·拉瓦莉埃、露易丝·德·拉瓦里埃尔（法語：Louise de La Vallière），全名是路易丝·弗兰索瓦兹·鲁·布兰·德·拉瓦莉埃（法語：Françoise Louise de La Baume Le Blanc de La Vallière，1644年8月6日—1710年6月7日），从1661年到1667年是法国国王路易十四的一个情妇。她后来凭借自身能力成为了拉瓦莉埃女公爵以及Vaujours女公爵。与她的情敌蒙特斯潘夫人不同，她的家系后来断绝了。

## 早期生活
露易丝·德·拉瓦里埃尔1644年8月出生在法国图尔, 是一个小贵族的女儿,父亲是Laurent de La Baume Le Blanc死于1651；母亲是Françoise Le Provost，1655年改嫁给了Jacques de Courtarvel（圣雷米侯爵）,在布卢瓦进入了加斯东·奥尔良公爵的宫廷。
露易丝被奥尔良公爵的三个年轻的郡主们抚养长大，她们是玛格丽特·路易丝，伊丽莎白·德·奥尔良和弗朗索瓦丝·玛德莱娜
奥尔良公爵死后（1660年）, 他的遗孀带着她的女儿们包括十六岁的露易丝去了巴黎的卢森堡宫。

## 路易十四

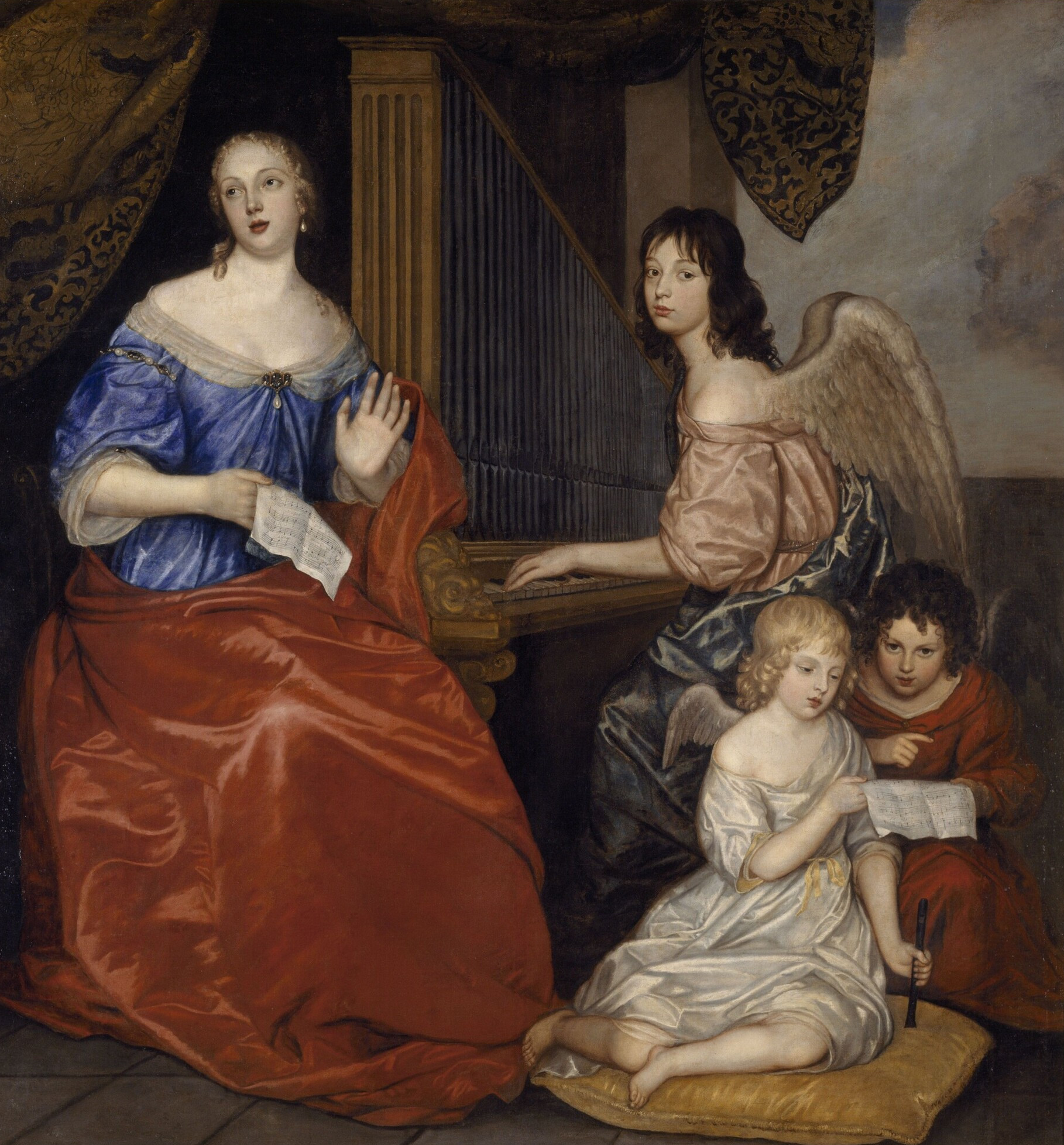
Louise de La Vallière和她的孩子彼得·莱利绘, 雷恩美術館

通过一个远亲Mme de Choisy的介绍, 露易丝成为了英格兰公主亨丽埃塔·安妮·斯图尔特（亨莉雅妲公主）的侍女。亨丽埃塔是英格兰查理二世的姐妹，此时刚刚和国王的兄弟腓力一世，奥尔良公爵结婚。亨莉雅妲（以下简称夫人）是非常有吸引力的，1661年加入了枫丹白露的宫廷。她与路易十四国王的友好关系，引起了一些丑闻和风流韵事的谣言。
针对这些谣言，国王和夫人决定让路易斯挡在前面示爱转移注意力，夫人选择三个年轻的小姐“设置在他的路径”，露易丝是其中之一。Abbé de Choise（法语？）十七岁的女孩，"有一个美丽的肤色，金发，蓝眼睛，甜美的微笑，温柔谦虚"露易丝的一条腿短，所以她穿上特制的高跟鞋。 

### 情妇
露易丝在枫丹白露待了两个月就成为了国王的情妇。虽然她是为了转移注意力从路易斯和他的嫂子之间危险的调情，露易丝和路易很快坠入爱河。 这是露易丝第一场热恋，据说她是无辜的，信仰宗教的女孩给他们的秘密恋情既没有利益，也没有卖弄风情。可以从她的状况看出，她既不奢侈也不是对金钱或财富感兴趣；她只想要国王的爱。安东尼亚-弗雷泽如此写道，她是一个“秘密情人”而不是一个贵族情妇比如芭芭拉·帕門爾."
尼古拉斯·富凯贿赂露易丝的问题是他的耻辱，这导致路易十四误以为富凯试图把露易丝当作他的情人。
1662年2月, 这对情侣陷入争执，这是由于国王质疑而露易丝拒绝告诉他亨丽埃塔和伯爵的事情。恰在此时，雅克-貝尼涅·博須埃进行了一系列的布道，他谴责了一些不道德的行为比如大卫国王的通奸——这让这位虔诚的小姐感到不安。她逃到了Chaillot的修道院。

### 子女
露易丝为路易十四生了4个子女，只有2个存活了下来：
- 查爾斯 (1663–1665)；
- 菲利普 (1665–1666)；
- 瑪麗·安妮·波旁（英语：Marie Anne de Bourbon） (1666–1739)：她的父亲路易十四给她合法的称号前，她被称为“布洛瓦小姐”。后来她嫁给了孔蒂王子（英语：Louis Armand I, Prince of Conti），通过这个婚姻，她获得了公主血脉的承认，称“孔蒂公主”；
- 路易斯·德·波旁（英语：Louis, Count of Vermandois），韦芒杜瓦公爵(1667–1683); 16岁死于他的第一场出征。

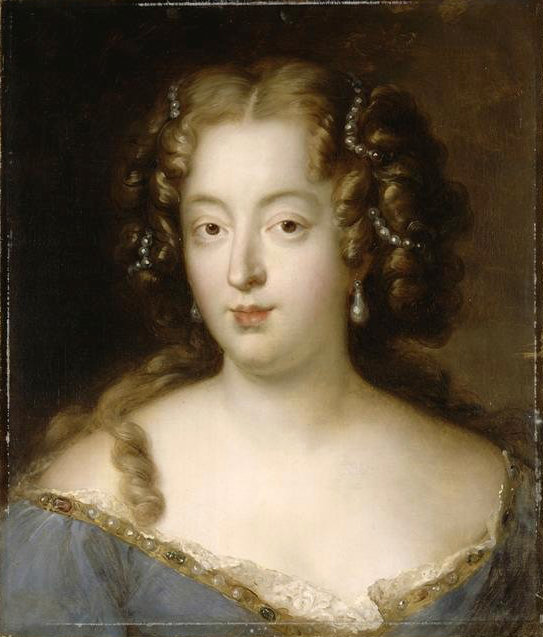
年輕時的露易絲
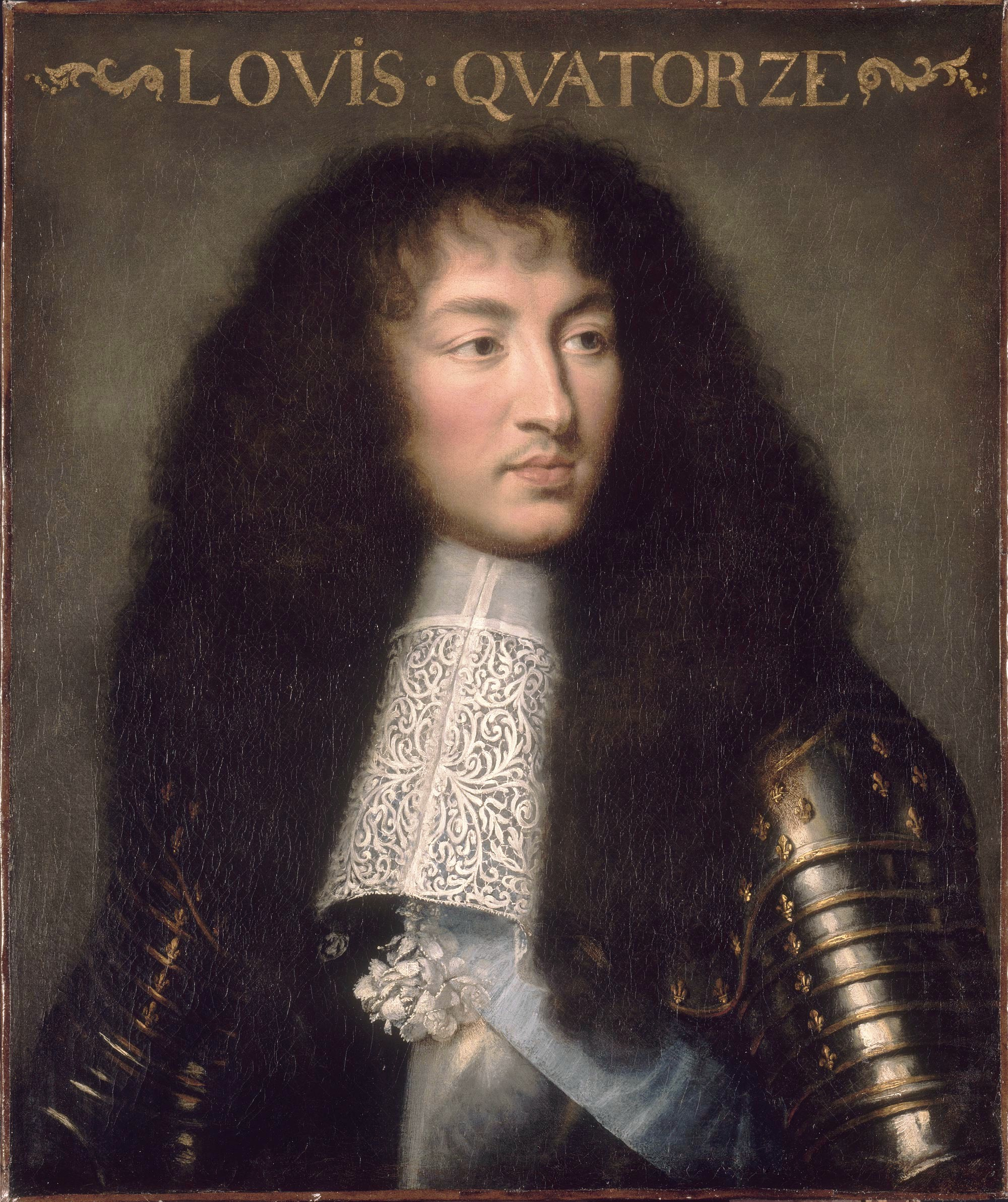
路易十四
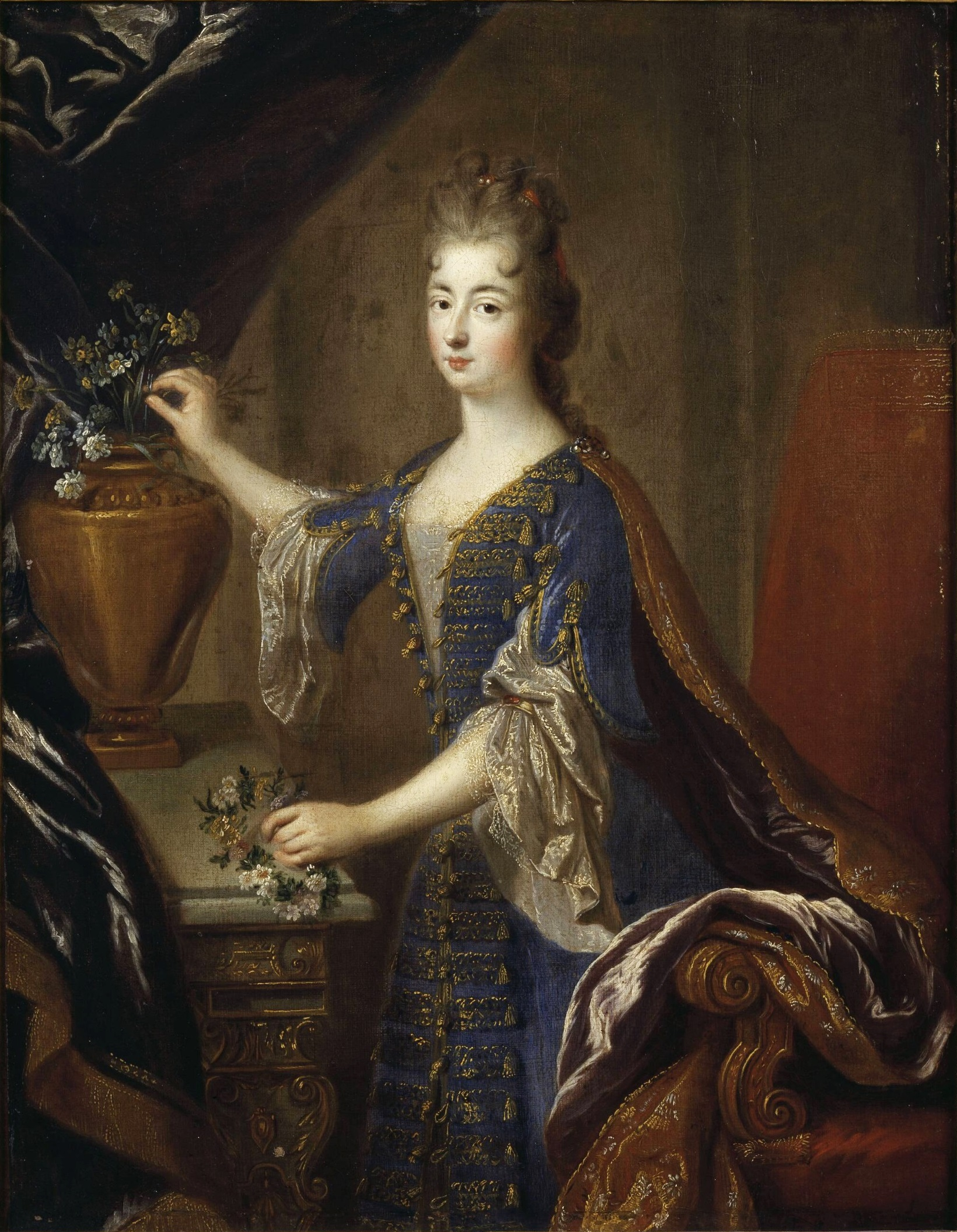
瑪麗·安妮·波旁（英语：Marie Anne de Bourbon），1680年
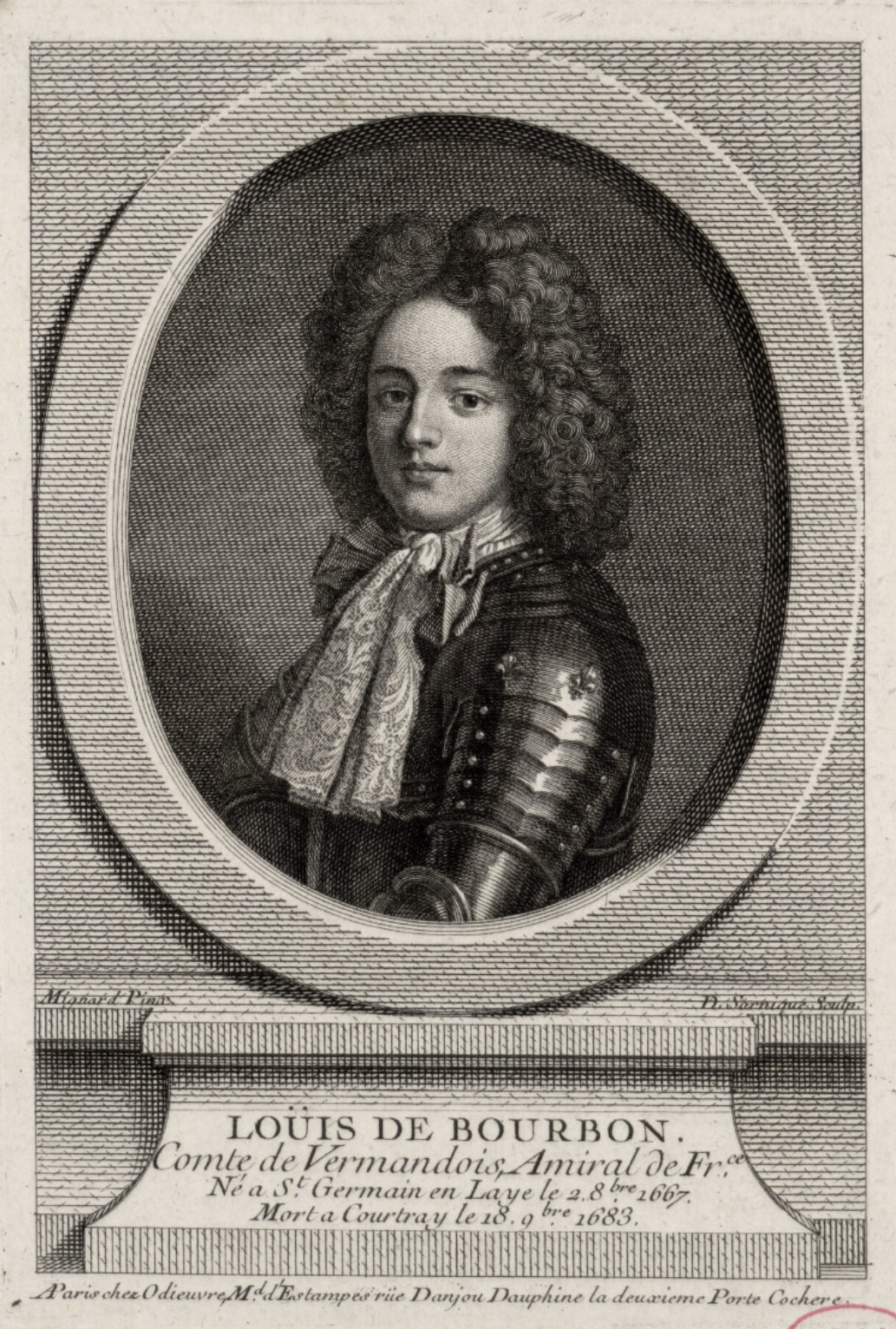
路易斯·德·波旁（英语：Louis, Count of Vermandois），她唯一一个成年的儿子

## 衰落
露易丝逐渐失势，地位被取代，子女相继逝世，露易丝最终死于1710年。她的拉瓦莉埃公國由女兒瑪麗·安妮·波旁繼承。

## 对后世的影响
- 单词lavaliere (lavalier)，项链上的垂饰，一个宝石吊坠项链的名字，来自她的名字。在最初的法国lavallière指的是一个松软的领带系在在脖子前面，组成一个蝴蝶结(类似与猫式蝴蝶结)。这在19世纪是一种流行时尚。
- 露易丝·法兰西斯·露·布朗·杜·拉·瓦利埃尔，零之使魔的女主角的名字的一部分以她的名字命名。
- 大仲马的小说布拉热洛纳子爵中的一个人物是以她为生活原型的。一个普遍的英文译本被分成了三部分，第二部分书名是《Louise de la Vallière》。在小说《二十年后》, 《三劍客》续集里, 她是阿多斯的私生子布拉日隆子爵拉乌尔的童年好友,在《布拉日隆子爵》，这对夫妇十年后爱上了，仅仅因为 露易丝转而爱上了法国国王路易十四，拉乌尔，带着破碎的心在北非一场自杀式的战斗中结束了生命。
- Sandra Gulland桑德拉·格兰德写了一部关于Louise de la Vallière的历史小说《太阳的情妇》（Mistress of the Sun），2008年出版.
- Karleen Koen卡琳·蔻恩的2011年的小说，“在凡尔赛宫前”"Before Versailles", 以Louise de la Vallière作为主视角。
- Joan Sanders琼-路易丝在1959出版的一本传记为《La Petite:  Louise de la Vallière》。

## 相关书目
- Breton, Guy. . Presses de la Cité. 1991.
- Herman, Eleanor. . New York: HarperCollins. 2004. ISBN 0-06-058543-9.
- Chisholm, Hugh (编). .  (第11版). London: Cambridge University Press. 1911.